# Metronidazole
El  metronidazole (MNZ) és un medicament antibiòtic i antiprotozoari. És utilitzat tant sol com en combinació amb altres antibiòtics per tractar la malaltia inflamatòria pelviana, l'endocarditis, i la vaginosi bacteriana. També és eficaç contra la dracunculosi, la giardiosi, la tricomonosi, i l'amebosi. És el fàrmac que s'utilitza per tractar un primer episodi d'intensitat suau a moderada de colitis causada per Clostridium difficile. El metronidazole és també indicat com a gel per al tractament de malalties dermatològiques com la rosàcia. El metronidazole està disponible com a fàrmac d'administració oral, com a crema, i com a medicament intravenós.
Els efectes secundaris comuns inclouen nàusea, un gust metàl·lic, pèrdua d'apetit, i mals de cap. Ocasionalment els atacs epilèptics o les al·lèrgies al medicament poden també ocórrer. El metronidazole no hauria de ser utilitzat durant les etapes primerenques de l'embaràs però el seu ús sembla segur en les etapes més tardanes. No s'hauria d'utilitzar durant la lactància.
El metronidazole va començar a ser comercialment utilitzat l'any 1960 a França. Es troba en la llista model de medicament essencial de l'Organització Mundial de la Salut, que conté els medicaments més importants que es necessiten en un sistema sanitari bàsic. És disponible en la major part del món. Les píndoles no són molt cares, costen entre 0,01 i 0,10 USD cada una. Als Estats Units un tractament de deu dies costa aproximadament 26 USD.

## Usos mèdics
El metronidazole és principalment utilitzat per tractar: la vaginosi bacteriana, la malaltia inflamatòria pelviana (juntament amb altres antibacterians com la ceftriaxona), la colitis pseudomembranosa, la pneumònia per aspiració, la rosàcia (malaltia tòpica), les infeccions intra-abdominals, l'abscés pulmonar, la periodontitis, l'amebosi, les infeccions orals, la giardosi, la tricomonosi, i les infeccions causades per organismes anaeròbics susceptibles com Bacteroides, Fusobacteris, Clostridis, Peptostreptococcus, i Prevotella. És també sovint utilitzat en la infecció per Helicobacter pylori, per erradicar-lo, juntament amb altres fàrmacs i per impedir infeccions en les persones que es recuperen d'una cirurgia. 

### Vaginosi bacteriana
Els fàrmacs d'elecció pel tractament de la vaginosi bacteriana inclouen el metronidazole i la clindamicina. El tractament d'elecció per la vaginosi bacteriana en dones que no estan embarassades inclou metronidazole per via oral dues vegades al dia durant set dies, metronidazole gel intravaginalment un cop al dia durant cinc dies, o clindamicina intravaginalment abans d'anar a dormir durant set dies. Per a les dones embarassades, el tractament d'elecció és el metronidazole oral tres cops al dia durant set dies. La dades disponibles no informen sobre el tractament rutinari dels companys sexuals masculins.

### Tricomonosi
El fàrmacs 5-nitroimidazole (metronidazole i tinidazole) són el tractament generals contra la infecció de Trichomonas vaginalis. Es recomana el tractament tant del pacient infectat com del company sexual del pacient, fins i tot si el company és asimptomàtic. La teràpia amb altres tipus de fàrmacs és també una opció, però els índexs de curació són molt més baixos.

### Giardosi
El metronidazole d'administració oral és una opció de tractament per la giardosi, tanmateix la incidència creixent de la resistència bacteriana als nitroimidazoles està causant un increment en l'ús d'altres classes de compostos químics.

### Colitis causada perC. difficile
La teràpia inicial per colitis causades per Clostridium difficile (colitis pseudomembranosa) consisteix en el subministrament oral de metronidazole o vancomicina. Diversos estudis han demostrat l'eficàcia equivalent del metronidazole i la vancomicina pel tractant d'aquest tipus de colitis. Però la vancomicina per via oral és més eficaç pel tractant de pacients amb colitis severa causada per C. difficile.

### Entamoeba histolytica
La colitis invasiva i les malalties extraintestinals com els abscessos hepàtics, les infeccions pleuropulmonàries, i els abscessos cerebrals poden ser el resultat d'una infecció d'Entamoeba histolytica. El metronidazole és extensament utilitzat en pacients amb aquestes infeccions.

### Naixements prematurs
El metronidazole també s'ha utilitzat en dones per impedir els naixements prematurs associats amb la vaginosi bacterina, entre altres factors de risc com ara la presència de fibronectina fetal cervicovaginal (fFN). El metronidazole és ineficaç en prevenir els naixements prematurs en dones embarassades en grups d'alt risc (depenent de la història clínica i un resultat positiu en la prova de fFN) i, per contra, s'ha vist que la incidència de naixements prematurs és més alta en les dones que han estat tractades amb metronidazole.

## Efectes adversos
Les reaccions adverses comunes (≥1% d'aquells tractats amb el fàrmac) associades amb la teràpia sistèmica amb metronidazole inclouen: nàusea, diarrea, pèrdua de pes, dolor abdominal, vòmits, mal de cap, mareigs, i un gust metàl·lic a la boca. L'administració intravenosa és generalment associada amb tromboflebitis. Els efectes adversos infreqüents inclouen: hipersensitivitat (vermellor, coïssor, febre), mal de cap, mareigs, vòmits, glossitis, estomatitis, orina enfosquida, i parestèsia. Les dosis altes i tractament sistèmic de llarg termini amb metronidazole són associats amb el desenvolupament de leucopènia, neutropènia, un risc incrementat de neuropatia perifèrica, i toxicitat envers el sistema nerviós central. Les reaccions adverses comunes associades amb la teràpia tòpica amb metronidazole inclouen vermellor local, sequedat i irritació de la pell; i ull plorosos (si s'aplica en zones properes als ulls). El metronidazole ha estat associat amb càncer en estudis animals.
El metronidazole pot causar canvis ràpids d'humor. Algunes evidències d'estudis amb rates indiquen la possibilitat que pugui contribuir a la síndrome serotoninèrgica, tot i que cap cas documentat d'aquest fenomen ha estat publicat.

### Mutagènesi i carcinogènesi
El metronidazole és classificat pel Progrma Nacional de Toxicologia dels EUA (NTP) com a raonablement cancerigen pels humans. Tot i que alguns dels mètodes de proves han estat qüestionats, s'ha demostrat que l'exposició oral causa càncer en animals experimentals i també s'han demostrat alguns efectes mutagènics cultius bacterians. La relació entre l'exposició al metronidazole i el càncer humà no és encara clara. Un estudi va trobar un excés en els casos de càncer de pulmó en les dones (fins i tot després de tenir en compte el consum de tabac), mentre que altres estudis no han trobat un risc augmentat. El metronidazole és classificat com a possible cancerigen segons l'Agència Internacional de Recerca sobre el Càncer de l'OMS. Un estudi amb pacients de la malaltia de Crohn malaltia també va observar anormalitats cromosòmiques en limfòcits circulants de persones tractades amb metronidazole.
A causa de les seves potencials propietats cancerígenes, el metronidazole està prohibit en la Unió Europea i els EUA per l'ús veterinari en l'alimentació d'animals.

### Síndrome de Stevens–Johnson
El metronidazole sol rarament causa síndrome de Stevens-Johnson, però se sap que això passa quan es prenen dosis altes combinades amb mebendazole.

## Interaccions

### Alcohol
Durant molt de temps s'ha pensat que consumir alcohol mentre s'està prenent metronidazole pot tenir un reacció semblant al disulfiram amb efectes que poden incloure nàusea, vòmit, vermellor de la pell, taquicàrdia, i dispnea. El consum d'alcohol és típicament desaconsellat pels pacients durant la teràpia sistèmica amb metronidazole i com a mínim durant les 48 hores posteriors a la conclusió del tractament. Tanmateix, alguns estudis qüestionen el mecanisme d'interacció entre l'alcohol i el metronidazole, i una possible reacció tòxica central a la serotonina ha estat proposada com a causa de la intolerància a l'alcohol. Es creu també que el metronidazole generalment inhibeix el metabolisme hepàtic del propilenglicol (el qual es troba en alguns aliments, medicines, i en molts de líquids per cigarrets electrònics), per això el propilenglicol pot tenir efectes d'interacció potencials amb el metronidazole.

### Interaccions amb altres fàrmacs
També inhibeix el CYP2C9 i el CYP3A4, així que pot interaccionar amb medicaments metabolitzats per aquests enzims (p. ex. lomitapide, warfarina).

## Mecanisme d'acció
El metronidazole pertany a la classe de nitroimidazoles. Inhibeix la síntesi d'àcids nucleics desestabilitzant l'ADN de les cèl·lules microbianes. Aquesta funció només ocorre quan el metronidazole és parcialment reduït, i com que aquesta reducció normalment només passa en les cèl·lules anaeròbiques, té relativament poc efecte en les cèl·lules humanes o els bacteris aeròbics.

## Síntesi
El 2-Metilimidazole (1) pot ser preparat via la síntesi d'imidazole de Debus-Radziszewski, o a partir de etilenediamina i àcid acètic, seguit del tractament amb calç, i després amb níquel de Raney. El 2-Metilimidazole és nitrat per donar 2-metil-4(5)-nitroimidazole (2), el qual és alquilat amb òxid d'etilè o 2-cloroetanol per donar metronidazole (3):

## Ús veterinari
El metronidazole no és indicat per ús animal, però és extensament utilitzat per tractar infeccions de Giardia en gossos, gats, i altres animals de companyia, tot i que no cura la infecció amb certesa i està sent suplantat per fenbendazole per aquest propòsit en gossos i gats. És també utilitzat pel tractament d'inflamació crònica intestinal en gats i gossos. Un altre ús comú és el tractament d'infeccions clostridials sistèmiques i/o gastrointestinals en cavalls. El metronidazole és utilitzat en els aquàrium dels aficionats per tractar els peixos ornamentals i com a tractament d'àmpli espectre per infeccions bacterianes i protozoàries en rèptils i amfibis. En general, la comunitat veterinària pot utilitzar metronidazole per qualsevol infecció anaeròbica que sigui potencialment susceptible al medicament. La Food and Drug Administration dels EUA suggereix que només sigui utilitzat quan sigui necessari perquè s'ha demostrat el seu aspecte cancerigen en ratolins i rates, i també per evitar desenvolupament de resistència al fàrmac per part dels microbis contra els quals és prescrit.